# モン・バクストン
モン・バクストン（英語: Mont Buxton、フランス語: Mont Buxton、セーシェル・クレオール語: Mon Bikston）は、セーシェルの地区のひとつ。

## 隣接行政区画
- アンス・エトワール
- ラ・リヴィエール・アングレーズ
- サン・ルイ
- ボー・ヴァロン